# Ezio Raimondi
Ezio Raimondi (Lizzano in Belvedere, 22 marzo 1924 – Bologna, 18 marzo 2014) è stato un filologo, saggista e critico letterario italiano.

## Biografia

### Attività accademica
Nato da una famiglia di modeste condizioni, Ezio Raimondi si laureò all'Università di Bologna, allievo dell'italianista Carlo Calcaterra. Cominciò la sua carriera accademica nel 1955 nella stessa università presso la Facoltà di Magistero. Negli anni sessanta, contemporaneamente all'insegnamento alla Facoltà di Magistero, fu titolare della cattedra di Letteratura Italiana presso la Scuola Superiore Interpreti di Bologna. Dopo alcune esperienze negli Stati Uniti, ritornò in Italia all'inizio degli anni settanta. Nel 1975 fu chiamato a insegnare presso la Facoltà di Lettere e Filosofia dell'Università di Bologna come professore di storia del teatro, poi diventò titolare della cattedra di letteratura italiana, quella che era stata di Giosuè Carducci.
Dal 1999 al 2011 condivise, insieme ad Alberto Bertoni (suo allievo a Bologna), un insegnamento presso l'Università di Bolzano, nella facoltà di Scienze della formazione di Bressanone.

### Critica letteraria
Nella sua vasta opera critica, Raimondi unì la ricerca filologica e documentaria con la sperimentazione dei più moderni metodi interpretativi. La sua lunga attività critica spaziò dalle origini al Novecento: scrisse in particolare su Dante Alighieri, Niccolò Machiavelli, Torquato Tasso, Alessandro Manzoni, Renato Serra, Gabriele D'Annunzio, Carlo Emilio Gadda. Di grande rilievo anche i contributi sulle metodologie della critica, sulla letteratura scientifica, sulla storia della critica d'arte, sul Barocco.
Nella sua lezione confluiscono gli apporti dei massimi critici letterari del Novecento come Ernst Robert Curtius, Michail Bachtin, Erich Auerbach, nonché l'ermeneutica di Hans Georg Gadamer e innumerevoli altre influenze. Da ricordare anche l'importanza da lui attribuita all'intertestualità.

### Attività pubblicistica
Raimondi fu condirettore di "Convivium" e di "Lingua e stile" ma ebbe anche modo di collaborare a tutte le principali riviste di storia letteraria.

### Morte
Morì pochi giorni prima del suo novantesimo compleanno. Fino agli ultimi giorni aveva tenuto la direzione delle riviste "Lingua e stile" e "Intersezioni".

## Incarichi e titoli
Ezio Raimondi fu:
- direttore dell'Archivio Umanistico Rinascimentale di Bologna,
- presidente dell'Istituto per i beni artistici, culturali e naturali della Regione Emilia-Romagna (dal 1992 al 2011),
- socio dell'Accademia delle Scienze di Bologna,
- socio ordinario dell'Accademia nazionale dei Lincei di Roma,
- membro della Commissione Nazionale per la diffusione della cultura italiana all'estero istituita dal Ministero degli Esteri,
- membro della Akademie der Wissenschaften di Gottinga.

Dal 1968 fu più volte Visiting Professor alla Johns Hopkins University di Baltimora, al Graduate Center della City University di New York e alla University of California.

Fu a lungo presidente dell'Associazione di Politica e Cultura de «il Mulino» di Bologna e Presidente del Consiglio editoriale dell'omonima casa editrice.

Negli anni 1992 e 1993 era stato membro della Commissione delle Comunità Europee per il programma "Caleidoscopio".

Tenne conferenze in Spagna, Svizzera, Germania e Stati Uniti ottenendo anche vari premi della critica letteraria.

## Riconoscimenti
Ezio Raimondi fu insignito nel 1967 del Premio Feltrinelli, assegnato dall'Accademia dei Lincei, nel 1979 della Medaglia d'oro “Benemeriti della Scuola cultura e dell'Arte e nel 1990 ricevette l'Archiginnasio d'oro. Nel 2013 gli fu conferito il "Premio biennale Marino Moretti per la filologia, la storia e la critica nell'ambito della letteratura italiana dell'Otto e Novecento» (XI edizione) alla carriera.
Dopo la sua morte gli è stata intitolata la Biblioteca del Dipartimento di Filologia classica e Italianistica dell'Università degli Studi di Bologna.

## Opere
- Codro e l'Umanesimo a Bologna, 1950; Collezione di Testi e Studi, Il Mulino, Bologna, 1987, ISBN 978-88-15-01469-6.
- Il Lettore di provincia: Renato Serra, Quaderni di Letteratura e Arte, Le Monnier, Firenze, 1964.
- Rinascimento inquieto, 1965; nuova ed., Collana Piccola Biblioteca n.602, Einaudi, Torino, 1994, ISBN 978-88-06-12317-8.
- Anatomie secentesche, Collana Saggi di varia umanità.Nuova serie n.3, Nistri-Lischi, Pisa, 1966, ISBN 978-88-8381-000-8.
- Tecniche della critica letteraria, Collana La Ricerca Letteraria.Serie Critica n.2, Einaudi, Torino, 1967; nuova ed. accresciuta, Piccola Biblioteca n.440, Einaudi, Torino, 1985; Collana Piccola Biblioteca, Einaudi, Torino, 1997, ISBN 978-88-06-55780-5.
- Metafora e Storia. Studi su Dante e Petrarca, Collana Saggi, Einaudi, Torino, 1970; Collana Reprints, Einaudi, 1997; Collana Biblioteca, Aragno, 2008, ISBN 978-88-8419-352-0.
- Politica e Commedia. Sullo sfondo di una cultura umanistica che non disdegna la bizzarria e il grottesco, un'analisi del teatro del Machiavelli e delle sue premesse ideologiche, del suo rigore inventivo, Collana Saggi n.119, Il Mulino, Bologna, 1972; Collana Intersezioni n.181, Il Mulino, Bologna, 1998, ISBN 978-88-15-06305-2.
- Il Romanzo senza Idillio. Saggio sui "Promessi Sposi", Collana Paperbacks n.49, Einaudi, Torino, 1974, VI ristampa 1987; Collana Biblioteca n.91, Einaudi, Torino, 2000, ISBN 978-88-06-15588-9.
- Scienza e letteratura, Collana Piccola Biblioteca n.330, Einaudi, Torino, 1978, ISBN 978-88-06-01586-2.
- Il concerto interrotto, Collana Saggi critici, Pacini Editore, 1979.
- con Luciano Bottoni, Teoria della Letteratura, Problemi e prospettive: serie di linguistica e critica letteraria, Il Mulino, Bologna, 1980.
- Poesia come retorica, Collana Saggi di Lettere italiane n.27, Olschki Editore, Firenze, 1980, ISBN 978-88-222-2902-1.
- Il silenzio della Gorgone, Collana La parola letteraria n.1, Zanichelli, Bologna, 1980, ISBN 978-88-08-04570-6.
- Le pietre del sogno. Il moderno dopo il sublime, Collana Saggi, Il Mulino, Bologna, 1985, ISBN 978-88-15-00822-0
- Il Volto nelle parole, Collana Saggi, Il Mulino, Bologna, 1988, ISBN 978-88-15-01766-6; Collana Saggi n.591, Il Mulino, Bologna, 2003, ISBN 978-88-15-09440-7
- I Lumi dell'erudizione. Saggi sul Settecento Italiano, Collana Arti e Scritture, Vita e Pensiero, 1989, ISBN 978-88-343-2661-9.
- La dissimulazione romanzesca. Antropologia manzoniana, Collana Intersezioni, Il Mulino, Bologna, 1990, ISBN 978-88-15-02469-5; Collana Saggi n.613, Il Mulino, 2004, ISBN 978-88-15-09936-5.
- con Andrea Battistini, Le figure della retorica. Una storia letteraria italiana, Collana Piccola Biblioteca, Einaudi, Torino, 1990 ISBN 978-88-06-11836-5.
- Ermeneutica e commento. Teoria e pratica dell'interpretazione del testo letterario, Collana Saggi, Sansoni, Firenze, (1990) ISBN 978-88-383-1109-3.
- Un Europeo di provincia: Renato Serra, Collana Saggi n.406, Il Mulino, Bologna, 1993 ISBN 978-88-15-04141-8.
- I sentieri del lettore. Da Dante a Tasso, Collezione di Testi e Studi, Il Mulino, Bologna, (1994) ISBN 978-88-15-04284-2.
- I sentieri del lettore. Dal Seicento all'Ottocento, Collezione di Testi e Studi, Il Mulino, Bologna, 1994 ISBN 978-88-15-04285-9.
- I sentieri del lettore. Il Novecento: storia e teoria della letteratura, Collezione di Testi e Studi, Il Mulino, Bologna, 1994 ISBN 978-88-15-04286-6.
- Le poetiche della modernità in Italia, Collana Strumenti di Studio, Garzanti, Milano, 1995, ISBN 978-88-11-47258-2.
- Romanticismo italiano e Romanticismo europeo, a cura di R. Rodler, Collana Testi e pretesti, Bruno Mondadori, Milano, 1997, ISBN 978-88-424-9445-4.
- Il colore eloquente. Letteratura e arte barocca, Collana Intersezioni n.150, Il Mulino, Bologna, 1995, ISBN 978-88-15-05156-1.
- Letteratura e Identità nazionale, curatela di E. Menetti, Collana Testi e pretesti, Bruno Mondadori, Milano, 1997, ISBN 978-88-424-9430-0.
- Conversazioni. Una speranza contesa, a cura di D. Rondoni, Collana Saggi percorsi & oltre, Guaraldi, 1998 ISBN 978-88-8049-132-3.
- Letteratura, Collana Addio Novecento, CLUEB, 2000.
- Dialogo sulla Cittadinanza. Bologna vecchia e nuova, Collana I Grilli, Marsilio, Venezia, 2002.
- La retorica d'oggi, Collana Intersezioni, Il Mulino, Bologna, 2002, ISBN 978-88-15-08432-3.
- Novecento e Dopo. Considerazioni su un secolo di letteratura, a cura di V. Bagnoli, Collana Saggi n.24, Carocci, Roma, 2003, ISBN 978-88-430-2792-7.
- Barocco moderno. Roberto Longhi e Carlo Emilio Gadda, Collana Testi e pretesti, Bruno Mondadori, Milano, 2003, ISBN 978-88-424-9125-5.
- Prime Lezioni, a cura di A. Battistini, F. Curi e R. Romani, Collana Le Sfere, Pendragon, 2004, ISBN 88-8342-258-9.
- Le metamorfosi della parola. Da Dante a Montale, a cura di J. Sisco, Collana Testi e pretesti, Bruno Mondadori, Milano, 2004, ISBN 978-88-424-9132-3.
- Camminare nel tempo, Collana Conversazioni, Aliberti, 2006, ISBN 978-88-7424-125-5.
- Un'etica del lettore, Collana Voci, Il Mulino, Bologna, 2007, ISBN 978-88-15-12032-8.
- Il senso della letteratura, Collana Saggi n.696, Il Mulino, Bologna, 2008, ISBN 978-88-15-12518-7.
- Lezioni brissinensi. Gadda - Calvino - Rilke - Slataper, a cura di S. Chemelli, Collana Saggi, La Finestra editrice, Lavis, 2008, ISBN 978-88-88097-98-5.
- Il Claricio. Metodo di un filologo umanista, Collana Centro Studi sul Rinascimento, Bononia University Press, Bologna, 2009.
- La stagione di un recensore. Cinquanta corsivi, Collana Opere inedite di cultura, Monte Università Parma, 2010, ISBN 978-88-7847-335-5.
- Ombre e Figure. Longhi, Arcangeli e la critica d'arte, Collana Saggi n.737, Il Mulino, Bologna, 2010, ISBN 978-88-15-13880-4.
- Un Teatro delle idee. Ragione e immaginazione dal Rinascimento al Romanticismo, a cura di D. Monda, Collana Altà Fedeltà, BUR, Milano, 2011, ISBN 978-88-17-05077-7.
- Le voci dei libri, a cura di P. Ferratini, Collana Intersezioni n.384, Il Mulino, Bologna, 2012, ISBN 978-88-15-23462-9.
- Tra le parole e le cose. Editoriali e articoli per la rivista «IBC», Bologna, Bononia University Press, 2014, ISBN 978-88-739-5954-0.
- Camminare nel tempo. Una conversazione con Alberto Bertoni e Giorgio Zanetti, Collana Intersezioni n.430, Il Mulino, Bologna, 2015, ISBN 978-88-15-25411-5.
- Dialoghi dall'IBC. Corrispondenze tra lavoro e amicizia (1995-2009), Bologna, Bononia University Press, 2017, ISBN 978-88-692-3197-1.

### Curatele
- Torquato Tasso, Dialoghi. Edizione critica, Collana Accademia della Crusca. Autori Classici e documenti di lingua, Sansoni, Firenze, 1958.
- La Letteratura Italiana. Storia e Testi. Volume 36. Trattatisti e Narratori del Seicento, Riccardo Ricciardi Editore, 1960.
- Il sogno del coreodramma. Salvatore Viganò, poeta muto, Bologna, Il Mulino, 1984.
- Letteratura barocca. Studi sul Seicento italiano (1961); Collana Saggi di Lettere italiane n.2, Olschki, Firenze, 1991, ISBN 978-88-222-3093-5.
- Alessandro Manzoni, I Promessi Sposi, a cura di E. Raimondi e Luciano Bottoni, Collana Leggere narrativa, Milano, Principato, 1987-1995,  pp. XVIII-782, ISBN 978-88-416-1837-0. - Collana Opere, Roma, Carocci, 2021, ISBN 978-88-290-1167-4.
- Gabriele D'Annunzio, Prose di romanzi (in due tomi). Edizione diretta da Ezio Raimondi, a cura di Annamaria Andreoli e Niva Lorenzini. Introduzione di Ezio Raimondi, collana I Meridiani, Milano, Mondadori, 1988-1989 (Vol.I pp. LVIII-1354; Vol. II pp. LII-1474).